# Blue's Journey
Blue's Journey (ラギ, Raguy au Japon) est un jeu vidéo de plates-formes développé par ADK et édité par SNK en 1991 sur Neo-Geo MVS, Neo-Geo AES et en 1994 sur Neo-Geo CD (NGM / NGH 022),,.

## Réédition
- Console virtuelle (Japon, Amérique du Nord, Europe)